# Uroš Nenadović
Uroš Nenadović (Урош Ненадовић; sinh ngày 28 tháng 1 năm 1994) là một cầu thủ bóng đá Serbia thi đấu cho Alashkert ở Giải bóng đá ngoại hạng Armenia.

## Thống kê sự nghiệp

### Câu lạc bộ
Tính đến trận đấu diễn ra ngày 4 tháng 7 năm 2017
| Câu lạc bộ              | Mùa giải            | Giải vô địch                    | Giải vô địch | Giải vô địch | Cúp quốc gia | Cúp quốc gia | Châu lục | Châu lục  | Khác | Khác      | Tổng | Tổng      |
| Câu lạc bộ              | Mùa giải            | Hạng đấu                        | Trận         | Bàn thắng    | Trận         | Bàn thắng    | Trận     | Bàn thắng | Trận | Bàn thắng | Trận | Bàn thắng |
| ----------------------- | ------------------- | ------------------------------- | ------------ | ------------ | ------------ | ------------ | -------- | --------- | ---- | --------- | ---- | --------- |
| OFK Beograd             | 2011–12             | Serbian SuperLiga               | 1            | 0            | 0            | 0            | –        | –         | –    | –         | 1    | 0         |
| OFK Beograd             | 2012–13             | Serbian SuperLiga               | 0            | 0            | 0            | 0            | –        | –         | –    | –         | 0    | 0         |
| OFK Beograd             | Tổng                | Tổng                            | 1            | 0            | 0            | 0            | -        | -         | -    | -         | 1    | 0         |
| Novi Sad (mượn)         | 2012–13             | Serbian First League            | 1            | 0            | 0            | 0            | –        | –         | –    | –         | 1    | 0         |
| Novi Pazar              | 2013–14             | Serbian SuperLiga               | 7            | 0            | 1            | 0            | –        | –         | –    | –         | 8    | 0         |
| Vojvodina               | 2013–14             | Serbian SuperLiga               | 0            | 0            | 0            | 0            | –        | –         | –    | –         | 0    | 0         |
| Rad                     | 2014–15             | Serbian SuperLiga               | 13           | 1            | 1            | 0            | –        | –         | –    | –         | 14   | 1         |
| Rad                     | 2015–16             | Serbian SuperLiga               | 25           | 2            | 1            | 0            | –        | –         | –    | –         | 26   | 2         |
| Rad                     | Tổng                | Tổng                            | 38           | 3            | 2            | 0            | -        | -         | -    | -         | 40   | 3         |
| Radnik Surdulica (mượn) | 2016–17             | Serbian SuperLiga               | 7            | 0            | 0            | 0            | –        | –         | –    | –         | 7    | 0         |
| Alashkert               | 2016–17             | Giải bóng đá ngoại hạng Armenia | 11           | 4            | 0            | 0            | -        | -         | 0    | 0         | 11   | 4         |
| Alashkert               | 2017–18             | Giải bóng đá ngoại hạng Armenia | 15           | 5            | 0            | 0            | -        | -         | 2    | 2         | 2    | 2         |
| Alashkert               | Tổng                | Tổng                            | 11           | 4            | 0            | 0            | -        | -         | 2    | 2         | 13   | 6         |
| Tổng cộng sự nghiệp     | Tổng cộng sự nghiệp | Tổng cộng sự nghiệp             | 65           | 7            | 3            | 0            | -        | -         | 2    | 2         | 70   | 9         |